# Новоєловка (Троїцький район)
Новоєло́вка (рос. Новоеловка) — село у складі Троїцького району Алтайського краю, Росія. Входить до складу Хайрюзовської сільської ради.

## Населення
Населення — 486 осіб (2010; 666 у 2002).
Національний склад (станом на 2002 рік):
- росіяни — 94 %